# Yonkers
Yonkers is een stad in de Amerikaanse staat New York, grenzend aan de borough The Bronx van de stad New York, met 211.569 inwoners (2020). De stad wordt soms de 'zesde borough van New York' genoemd vanwege haar stedelijke karakter en haar tamelijk arbitraire grens met de stad New York.
Yonkers werd opgericht onder de naam Colen Donck. De huidige naam Yonkers is afgeleid van het Nederlandse woord jonkheer.

## Plaatsen in de nabije omgeving
De onderstaande figuur toont nabijgelegen plaatsen in een straal van 8 km rond Yonkers.

## Partnersteden
- Kamëz (Albanië)
- Ternopil (Oekraïne)

## Bekende inwoners van Yonkers

### Geboren
- John Howard Northrop (1891-1987), biochemicus en Nobelprijswinnaar (1946)
- Ellsworth Bunker (1894-1984), diplomaat, onderhandelaar over Nederlands-Nieuw-Guinea
- Lee Archer (1919-2010), piloot vanaf de Tweede Wereldoorlog
- Michael Fox (1921-1996), acteur
- Sid Caesar (1922-2014), acteur en schrijver
- Daniel Carleton Gajdusek (1923-2008), arts, medisch onderzoeker en Nobelprijswinnaar (1976)
- Richard Yates (1926-1992), schrijver
- John Voight (1938), acteur
- Chip Taylor (1940), zanger en liedjesschrijver (Wild Thing , Angel of the Morning)
- Steven Tyler (1948), zanger (Aerosmith)
- Paul Teutul Sr. (1949), motor(chopper)ontwerper
- Jim Cronin (1951-2007), oprichter van Monkey World in Dorset, Engeland
- Alec John Such (1951-2022), bassist (Bon Jovi)
- James Comey (1960), jurist
- Ronald Garan (1961), astronaut
- Lawrence Monoson (1964), acteur
- Tommy Dreamer (1971), worstelaar
- Adam Rodriguez (1975), acteur
- James Blake (1979), tennisser

### Overleden
- Elisha Otis (1811-1861), uitvinder van de veiligheidslift
- Gene Krupa (1909-1973), jazz drummer

### Woonachtig (geweest)
- W.C. Handy (1873-1958), blues musicus
- Ella Fitzgerald (1917-1996), jazz-zangeres
- DMX (1970-2021), rapper
- Mary J. Blige (1971), R&B zangeres